# Cimitero militare di Val Minèra
Il cimitero militare di Val Minèra si trova sulle pendici di Cima Bocche, nel parco naturale Paneveggio - Pale di San Martino.
Venne costruito nel 1917 dal 91º Reggimento fanteria brigata Basilicata, in ricordo dei caduti della Brigata Tevere durante la conquista e la difesa della cima.
Al centro vi si trova un obelisco fatto con pietre locali, ricostruito negli anni novanta dopo il crollo a causa delle intemperie.
Nel cimitero trovano riposo 382 salme di cui 100 in tomba singola e le restanti in fossa comune.
Ogni anno, a fine giugno, si celebra una messa in ricordo dei caduti.